# Willem Elsschot
Alfons De Ridder va ser un empresari, director d'agència de propaganda belga i un conegut escriptor amb el pseudònim Willem Elsschot. Va néixer el 7 de maig de 1882 a Anvers i va morir el 31 de maig de 1960.

## Biografia
Durant més de quaranta anys va dirigir, amb gran èxit, una agència publicitària. La seva obra literària és eminentment satírica i humorística, i encara avui es manté viva gràcies a l'estil concís, a la ironia i a la seva capacitat d'observació de la vida moral dels homes. Com el descriu ja el 1933 l'escriptor i assagista Menno ter Braak, Elsschot és un dels rars autors neerlandesos dignes d'ésser traduïts, però va ser ignorat pels funcionaris que havien de decidir sobre els projectes de traducció.
Va casar-se amb Fine Scheurwegen amb qui va tenir sis fills. La fidelitat no era la seva prioritat. Entre 1946 i 1951 va tenir una relació amb la poetessa Liane Bruylants que va testimoniar que no era l'única amistançada.
Les obres d'Elsschot van sorprendre per la seva universalitat i modernitat al període entre les dues guerres mundials. Contrasta amb la majoria de la literatura flamenca d'aquesta època, sovint caracteritzada per un regionalisme rural i folklòric, molt impregnada per la moral catòlica i d'autors com Ernest Claes, Stijn Streuvels, Felix Timmermans que volen emancipar lingüísticament els flamencs, tot i protegir-los contra els vicis dels temps moderns. Elsschot, ans al contrari des de la seva primera novel·la Villa des Roses (1913) tracta temes quasi prohibits com l'avortament clandestí. A la novel·la De Verlossing («La redempció», 1921) tracta la història de Pol van Domburg, un botiguer liberal i sense escrúpols que s'instal·la en un petit poble de pagès al qual s'emancipa del baró local i del rector. Quan deixa d'anar a missa, el rector organitza un boicot de la botiga. Tot acaba en una tragèdia. Cap dels protagonistes és una persona bona o exemplar i, al final, el bé no venç pas el mal, com solia succeir a la majoria d'obres flamenques contemporànies a Elsschot.
L'emancipació lenta del neerlandès a Flandes, després d'anys de menyspreu per l'estat belga monolingüe als seus inicis, tenia com a efecte secundari que fora de les editorials lligades amb els partits polítics o l'església catòlica, no havia cap editorial neerlandès laïc. Elsschot, com tant d'altres, va trobar un port a l'editorial Van Kampen als Països Baixos. Durant la segona guerra mundial, quan la importació era tot un repte, la jove editorial brussel·lesa independent, fundada per Angèle Manteau (1911 – 2008) va publicar unes obres d'Elsschot. Era difícil sobreviure econòmicament en un paisatge literari dominat per la censura catòlica.
Una de les seves frases més citades és probablement el vers del poema Het Huwelijk («El matrimoni»), al qual un home, cansat de l'enllaç matrimonial somnia d'assassinar la seva dona i cremar la casa que sospira:
| « | Tussen droom en daad staan wetten in de weg en praktische bezwaren, en ook weemoedigheid, die niemand kan verklaren. Entre el somni i l'acte obsten lleis i dificultats pràctiques, i així mateix melangia que ningú pot explicar. | » |

Va morir el 30 de maig de 1960 a Anvers. La seva esposa va morir un dia després.

## Premis i reconeixements
El 1960 va rebre pòstumament el Premi quinquennal de la literatura flamenca

## Llegat
La seva obra queda viva i continua sent reimpresa. Entre 2004 i 2011, tres noves biografies van publicar-se, entre els quals una per la seva filla petita Ida de Ridder. L'Institut Willem Elsschot (Willem Elsschotgenootschap (WEG) es dedica a «l'estudi de la persona d'Alfons De Ridder i de l'obra de l'escriptor Willem Elsschot, l'edició del seu arxiu literari i empresarial i la propaganda de l'obra.»
El seu arxiu literari i el seu arxiu d'empresari van ambdós dipositar-se al museu Casa de les Lletres, a Anvers.

## Obres
en català
- Formatge, (2003) traduït per Saskia Caballé del neerlandès Kaas (1933)[12] La història fictícia de Frans Laarmans, un representant de comerç, a qui el formatge no li agrada gens, però somnia d'esdevenir un gran empresari. Que «Laarmans no està a l'altura del seu somni es fa evident de seguida, però no podem imaginar el seu malson amb deu mil maleïts formatges: empresa de formatges, dia formatger, vaixell formatger, història del formatge, bou formatger, testament del formatge... Frans Laarmans forma part, per mèrits propis, d'una raça amb escassíssims individus: Buster Keaton, Charles Chaplin, Mr Bean…»[13] Escrit el 1933, la novel·la satírica no va perdre de la seva actualitat: ironitza en un estil punyent els excessos del màrqueting i del comerç.

en neerlandès
- Villa des Roses 1913
- Een ontgoocheling (Una decepció) 1921
- De verlossing 1921, (La redempció)
- Lijmen  1924
- Kaas 1933
- Tsjip - De leeuwentemmer 1940 (Txip, el domador de lleons', autobiografia)
- Verzen van vroeger 1934 (Versos d'antany)
- Pensioen 1937 ('El retir')
- Het Been (1938)
- Het Tankschip ±1942
- Het Dwaallicht 1946
- Verzen (Poemes)
- Nagelaten Werk (Obra pòstuma)